# Salim Samatou

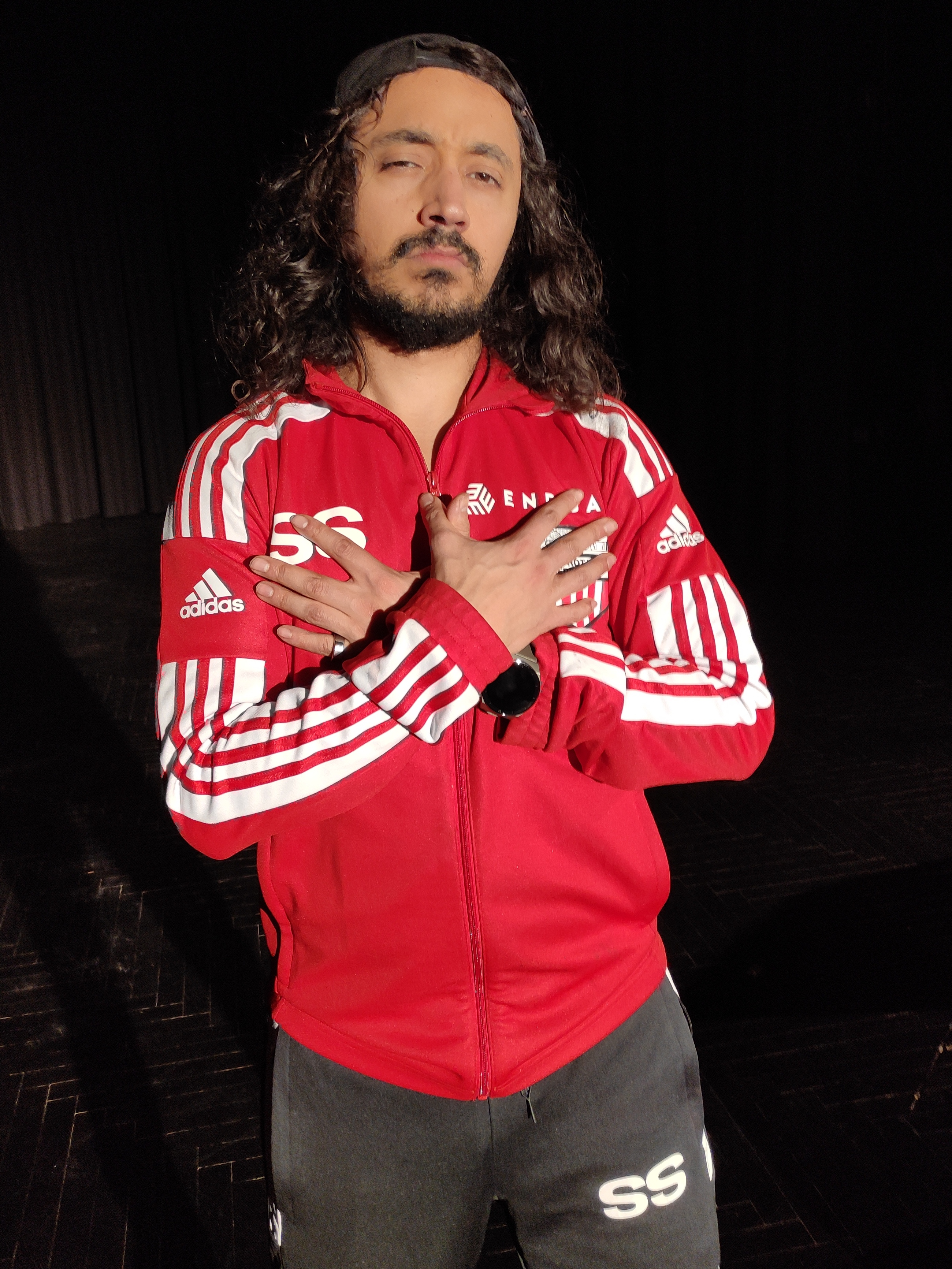
Salim Samatou (2023)

Salim Samatou (* 3. Juli 1996 in Nador) ist ein in Deutschland lebender Stand-up-Komiker marokkanisch-indischer Abstammung. Er gewann den RTL Comedy Grand Prix 2016.

## Leben
Samatou wurde in Marokko als Sohn einer indischen Mutter und eines marokkanischen Vaters geboren und zog mit acht Jahren nach Mumbai. Als er 14 Jahre alt war, kam er mit seinen Eltern nach Deutschland, wo er in Bad Kreuznach weiter aufwuchs. In Deutschland besuchte er zunächst die Hauptschule, erlernte die deutsche Sprache, wechselte auf die Realschule an der Heidenmauer und machte das Abitur am Wirtschaftsgymnasium. Danach studierte er an der Frankfurt University of Applied Sciences Internationale Wirtschaftsinformatik. Anschließend studierte er an der Johannes Gutenberg-Universität Mainz Geschichte im Masterstudium.
Nach seinem Sieg beim RTL Comedy Grand Prix startete er mit dem Solo-Programm „Voll Tight“ und war unter anderem in neun Folgen mit dem RebellComedy-Ensemble zu sehen. Sein aktuelles Programm trägt den Titel „Cancel Culture“.
Gemeinsam mit seinem RebellComedy-Kollegen Hany Siam veröffentlichte er von September 2019 jeden Sonntag den Podcast „Kamikaze“, welcher nach 13 Folgen im Dezember 2019 bereits endete, weil der Name rechtlich geschützt war. Danach änderte er den Namen des Podcastes in „Rattenschaschlik“, was aber auch bald geändert wurde da dieser Name auch rechtlich geschützt war. Samatou führte den Podcast nun unter dem Namen „Vitamin X“ mit Marvin Endres und seinem RebellComedy-Kollegen Alain Frei fort.

## Auszeichnungen
- 2018: Das Schwarze Schaf, 1. Platz